# 오후세촌 (니가타현)
오후세촌(小布勢村)은 니가타현 하모치군·사도군에 설치되었던 촌이다. 현재의 사도시에 해당한다.